# Philip Madoc
Philip Madoc, vlastním jménem Phillip Jones, (5. července 1934 – 5. března 2012) byl velšský herec. Narodil se ve vesnici Twynyrodyn, ležící nedaleko města Merthyr Tydfil. Studoval jazyky v Cardiffu a ve Vídni. Hovořil sedmi jazyky a po studiích pracoval jako tlumočník, avšak kvůli nutnosti překládat proslovy politiků povolání opustil. Následně se stal hercem. Zpočátku hrál v divadle (například postavy v Shakespearových hrách), později jak ve filmech, tak i v televizních seriálech. V letech 1961 až 1981 byla jeho manželkou herečka Ruth Madoc. Později se oženil ještě jednou. V lednu 2012 mu byla diagnostikována rakovina, které následně podlehl.